# Sawel Mountain
Sawel Mountain är ett berg i Storbritannien.   Det ligger i riksdelen Nordirland, i den västra delen av landet, 600 km nordväst om huvudstaden London. Toppen på Sawel Mountain är 678 meter över havet. Sawel Mountain ingår i Sperrin Mountains.
Terrängen runt Sawel Mountain är huvudsakligen lite kuperad. Sawel Mountain är den högsta punkten i trakten. Runt Sawel Mountain är det ganska glesbefolkat, med 31 invånare per kvadratkilometer. Närmaste större samhälle är Dungiven, 14,9 km nordost om Sawel Mountain. I omgivningarna runt Sawel Mountain växer i huvudsak blandskog.